# War Childhood Museum
Le War Childhood Museum (Musée de l'enfance en guerre; bosniaque: Muzej ratnog djetinjstva) est un musée historique ouvert en 2017 à Sarajevo ayant pour but de présenter l'expérience des enfants qui ont grandi pendant la guerre en Bosnie, et plus particulièrement pendant le siège de Sarajevo (5 avril 1992 - 14 décembre 1995).
Le projet a pour origine l'initiative d'un "enfant de la guerre", Jasminko Halilović, qui se lance en 2010 via internet dans le recueil des souvenirs de la guerre qu'ont conservés ses contemporains. Il se trouve rapidement à la tête de plus de 1 000 réponses, dont il fera, en 2013, un livre intitulé War Childhood (« Enfance en guerre »), qui sera traduit en 6 langues. Frustré d'avoir dû choisir parmi ces témoignages pour composer le livre, il décide ensuite avec des amis de lancer le projet du musée.
La collection du musée comprend toutes sortes d'objets du temps de la guerre en Bosnie que les enfants ont conservés en souvenir : journaux intimes, photos, jouets, lettres, etc. À cela s'ajoutent les témoignages des propriétaires de ces objets. Le musée possède environ 3 000 objets, et l'exposition permanente en accueille environ 50. Le musée a également recueilli 60 témoignages vidéo.
Une partie de la collection a été temporairement exposée au Musée historique de Bosnie-Herzégovine au printemps 2016, puis, le 28 janvier 2017, le musée a été ouvert au public.
Le joueur de tennis bosniaque Damir Džumhur, né pendant le siège de Sarajevo, depuis septembre 2016 est un "ambassadeur" du musée.

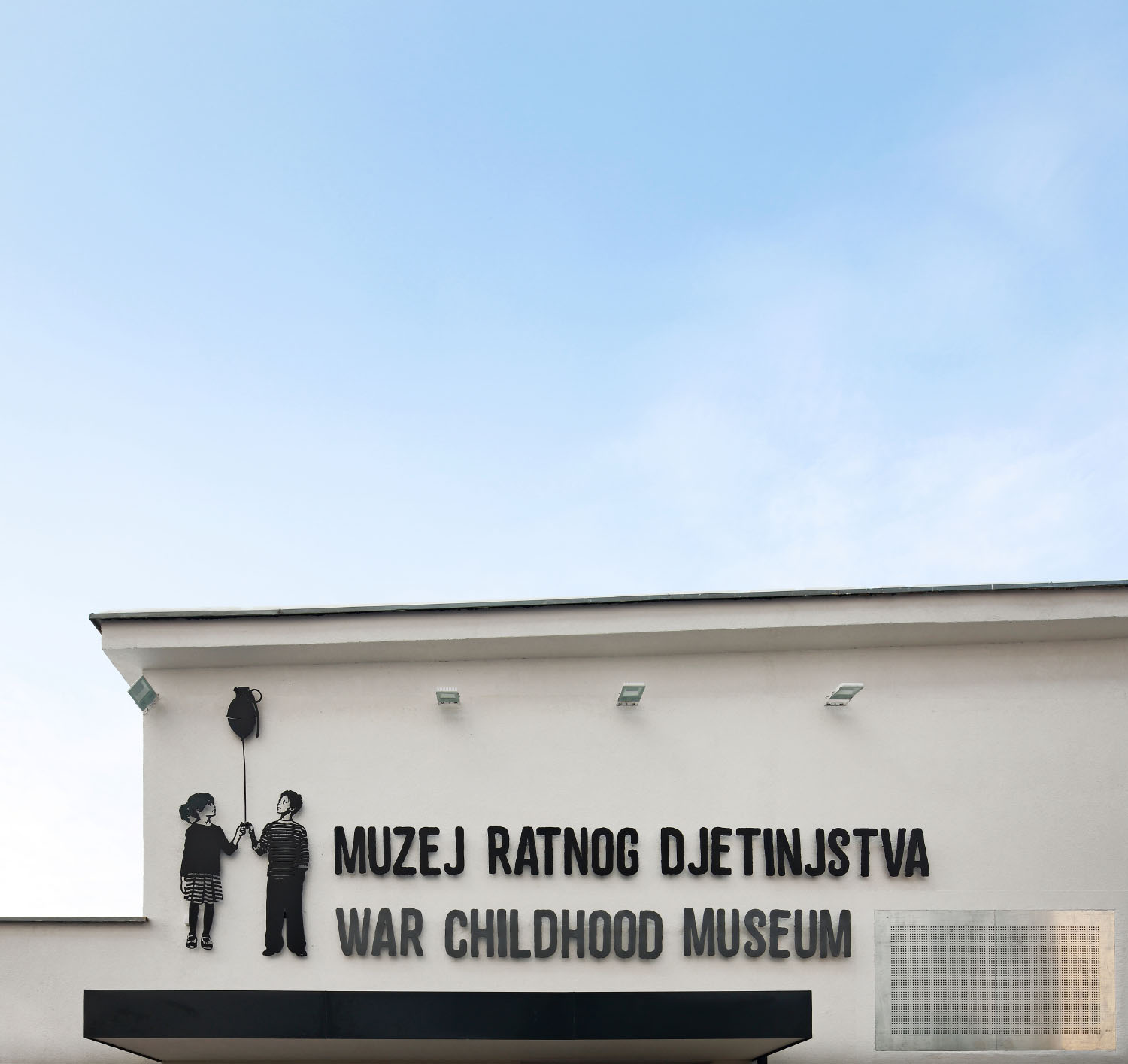
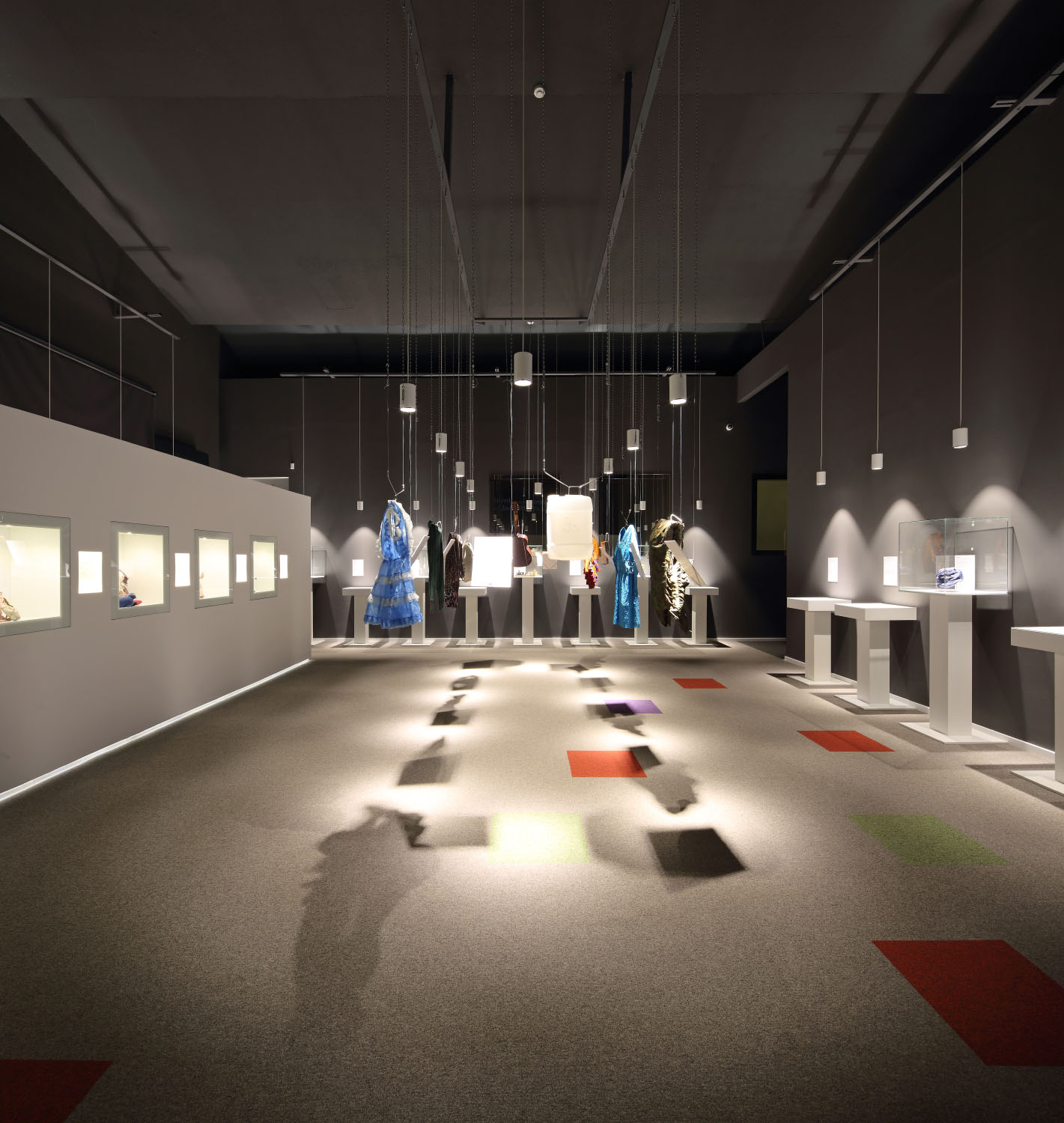
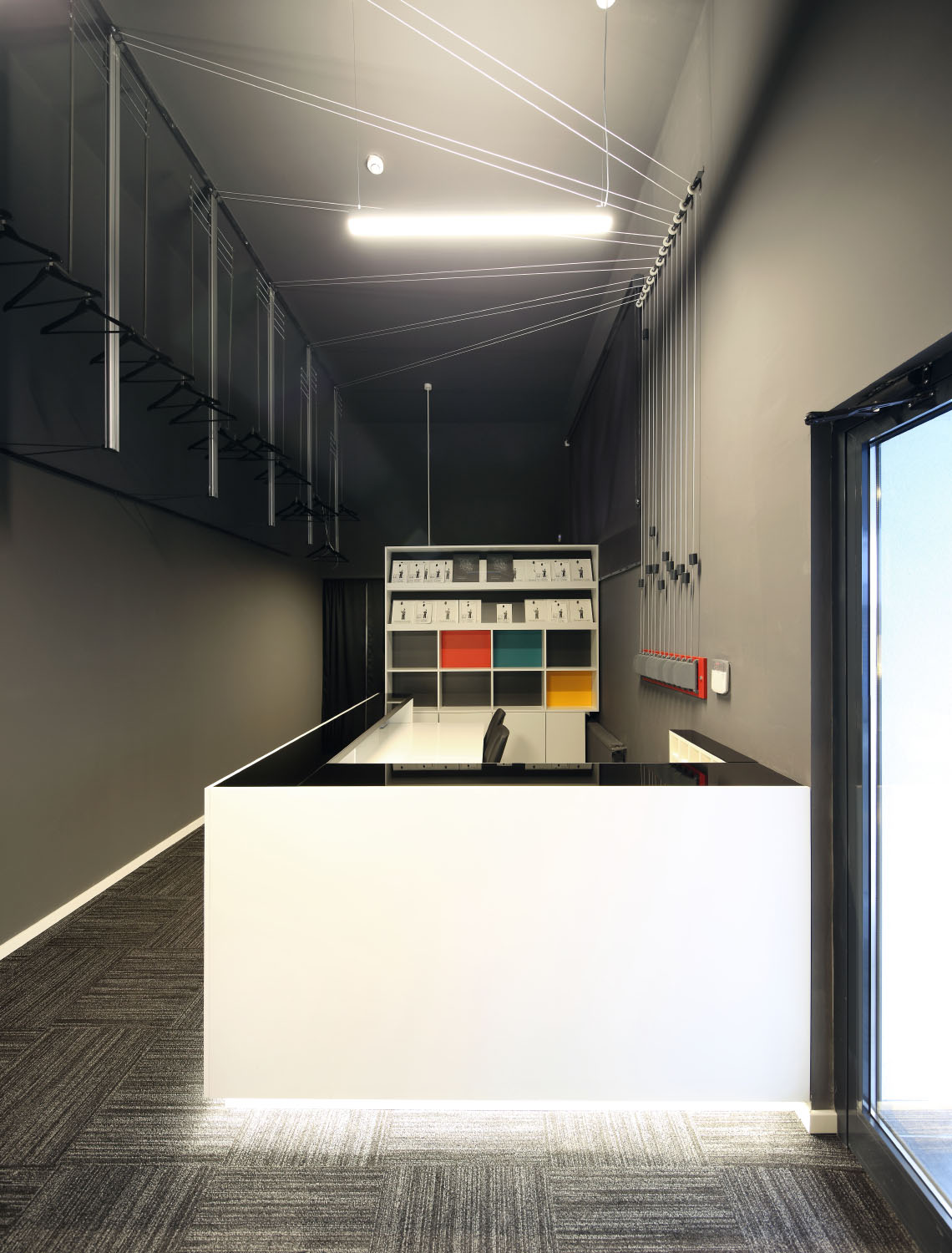